# 인천교통공사 SR000호대 전동차
인천교통공사 SR000호대 전동차는 새로 개발한 서울 지하철 7호선 3차분 전동차로 현재는 인천교통공사 7호선 운영사업단 소유 전동차 차량이므로, 서울교통공사에 수탁 관리하고 있다.

## 배속
- 764~770편성: 천왕차량기지, 8량

## 현재 운행구간
- ● 서울 지하철 7호선: 장암~석남(거북시장), (8량 편성 운행)

## 현황
| 차호             | 도입 시기 | 운행 중단 시기 | 비고 |
| ---------------- | --------- | -------------- | --- |
| 764 편성 (SR001) | 2010년    | 운행 중        | 운영권이 인천교통공사로 이관되기 이전에 도입된 전동차이므로, 출입문 무늬가 5678 서울도시철도 로고가 들어가 있다. 인천교통공사와 부천시가 지분을 나눠 소유하고 있다. 자전거 전용칸이 설치되었다. 764~765편성의 3호차, 6호차는 중앙 좌석이 설치된 구조이기도 하다. 770편성은 장비 개조로 인해 운행이 중지되었다. |
| 765 편성 (SR002) | 2011년    | 운행 중        | 운영권이 인천교통공사로 이관되기 이전에 도입된 전동차이므로, 출입문 무늬가 5678 서울도시철도 로고가 들어가 있다. 인천교통공사와 부천시가 지분을 나눠 소유하고 있다. 자전거 전용칸이 설치되었다. 764~765편성의 3호차, 6호차는 중앙 좌석이 설치된 구조이기도 하다. 770편성은 장비 개조로 인해 운행이 중지되었다. |
| 766 편성 (SR003) | 2011년    | 운행 중        | 운영권이 인천교통공사로 이관되기 이전에 도입된 전동차이므로, 출입문 무늬가 5678 서울도시철도 로고가 들어가 있다. 인천교통공사와 부천시가 지분을 나눠 소유하고 있다. 자전거 전용칸이 설치되었다. 764~765편성의 3호차, 6호차는 중앙 좌석이 설치된 구조이기도 하다. 770편성은 장비 개조로 인해 운행이 중지되었다. |
| 767 편성 (SR004) | 2011년    | 운행 중        | 운영권이 인천교통공사로 이관되기 이전에 도입된 전동차이므로, 출입문 무늬가 5678 서울도시철도 로고가 들어가 있다. 인천교통공사와 부천시가 지분을 나눠 소유하고 있다. 자전거 전용칸이 설치되었다. 764~765편성의 3호차, 6호차는 중앙 좌석이 설치된 구조이기도 하다. 770편성은 장비 개조로 인해 운행이 중지되었다. |
| 768 편성 (SR005) | 2012년    | 운행 중        | 운영권이 인천교통공사로 이관되기 이전에 도입된 전동차이므로, 출입문 무늬가 5678 서울도시철도 로고가 들어가 있다. 인천교통공사와 부천시가 지분을 나눠 소유하고 있다. 자전거 전용칸이 설치되었다. 764~765편성의 3호차, 6호차는 중앙 좌석이 설치된 구조이기도 하다. 770편성은 장비 개조로 인해 운행이 중지되었다. |
| 769 편성 (SR006) | 2012년    | 운행 중        | 운영권이 인천교통공사로 이관되기 이전에 도입된 전동차이므로, 출입문 무늬가 5678 서울도시철도 로고가 들어가 있다. 인천교통공사와 부천시가 지분을 나눠 소유하고 있다. 자전거 전용칸이 설치되었다. 764~765편성의 3호차, 6호차는 중앙 좌석이 설치된 구조이기도 하다. 770편성은 장비 개조로 인해 운행이 중지되었다. |
| 770 편성 (SR007) | 2012년    | 임시 휴차      | 운영권이 인천교통공사로 이관되기 이전에 도입된 전동차이므로, 출입문 무늬가 5678 서울도시철도 로고가 들어가 있다. 인천교통공사와 부천시가 지분을 나눠 소유하고 있다. 자전거 전용칸이 설치되었다. 764~765편성의 3호차, 6호차는 중앙 좌석이 설치된 구조이기도 하다. 770편성은 장비 개조로 인해 운행이 중지되었다. |

## 사양

### 세대
2011년 6월 30일 서울 지하철 7호선 온수(성공회대입구)~부평구청(세림병원) 구간 개통을 앞두고 총 8량 7개 편성이 도입이 이뤄졌다. 764편성은 2010년 5월 서울특별시 도시철도공사에서 제작, 같은 해 11월 9일 공개된 편성이다. 나머지 765~770편성은 2011년 1월부터 2월까지 로윈에서 제작된 편성이다.

### 제어기기
한국 벤처기업인 KEC와 일본 히타치 제작소 등 두 양사와 합작으로, 다원시스가 개발한 자사의 인버터(IGBT 제어)가 탑재되었다.

### 편성
|       |                 | ◇◇              |                 |                 |                 | ◇◇              |       |  |
| 70XX  | 77XX            | 76XX            | 75XX            | 74XX            | 73XX            | 72XX            | 71XX  |  |
| Tc    | M               | M'              | T               | T               | M               | M'              | Tc    |  |
| ←석남 | ※XX는 편성 번호 | ※XX는 편성 번호 | ※XX는 편성 번호 | ※XX는 편성 번호 | ※XX는 편성 번호 | ※XX는 편성 번호 | 장암→ |  |

| 객차번호 | 설치된 전장품                        |
| -------- | ------------------------------------ |
| 70XX     | Tc(SIV, 축전지)                      |
| 77XX     | M(공기압축기, 주변환장치)            |
| 76XX     | M'(팬터그래프, 주변압기, 주변환장치) |
| 75XX     | T(무동력객차)                        |
| 74XX     | T(무동력객차)                        |
| 73XX     | M(공기압축기, 주변환장치)            |
| 72XX     | M'(팬터그래프, 주변압기, 주변환장치) |
| 71XX     | Tc(SIV, 축전지)                      |

### 객실
SR 001~002호는 3호차와 6호차를 중앙 좌석이 있는 구조로 제작되었고, SR 003호~007호는 전 차량 중앙 좌석이 없는 구조로 제작되었다.
실내 조명은 백색 LED를 사용하여 기존 차량에 비해 더 밝다. 객실통로 정중앙에 봉 장착 및 높낮이 손잡이를 채용했고, 객실 간 통로문과 문턱이 없다. 차내에 키오스크를 설치하여 인터넷과 DMB(텔레비전) 서비스를 제공한 적이 있으나, 키오스크가 제대로 작동하지 못 한 경우가 많아 결국 인터넷과 DMB 서비스는 중단된 상태이고 현재는 서울교통공사의 홍보 컨텐츠만 키오스크 모니터를 통해 송출되고 있다.

## 기타

### 서울도시철도직접 제작 논란
SR 001은 철도 차량 전문 제조 업체가 아닌 철도 차량 운영 업체인 서울도시철도공사가 직접 제작하여 문제가 되기도 했다. 인천광역시와 경기도 부천시에서도 서울도시철도공사의 전동차 자체 제작에 반대하였으며
, 2010년 11월경 서울특별시의회에서 서울특별시 도시철도공사가 전동차 조립·제작과 철도차량의 성능시험, 제작검사를 한 것을 금지한 조례안을 처리해 SR002~SR007호 전동차부턴 로윈에서 직접 제작하여 도입되었다.

### 인수검사 및 본선 투입의 지연
SR007호는 철도 차량 업체인 다원시스의 사정으로 인수검사가 지연되고 있어 정식 영업에 투입되지 않다가, 반입된 시기인 2012년 12월 3일으로부터 19개월 후인 2014년 7월이 되어서야 정식 영업에 투입되었다.

### 자전거전용칸 설치
자전거 이용자들의 이동 편의를 위해 전동차 운전실이 있는 Tc칸 맨 앞에 자전거 전용칸이 있다.(즉, 자전거의 경우 주인이 직접 들고 다녀야 한다.)

### 라바테마열차 운행
SR007호 770편성은 2014년 12월 14일부터 2016년 7월 10일까지 라바열차로 운행하였다.

## 사진

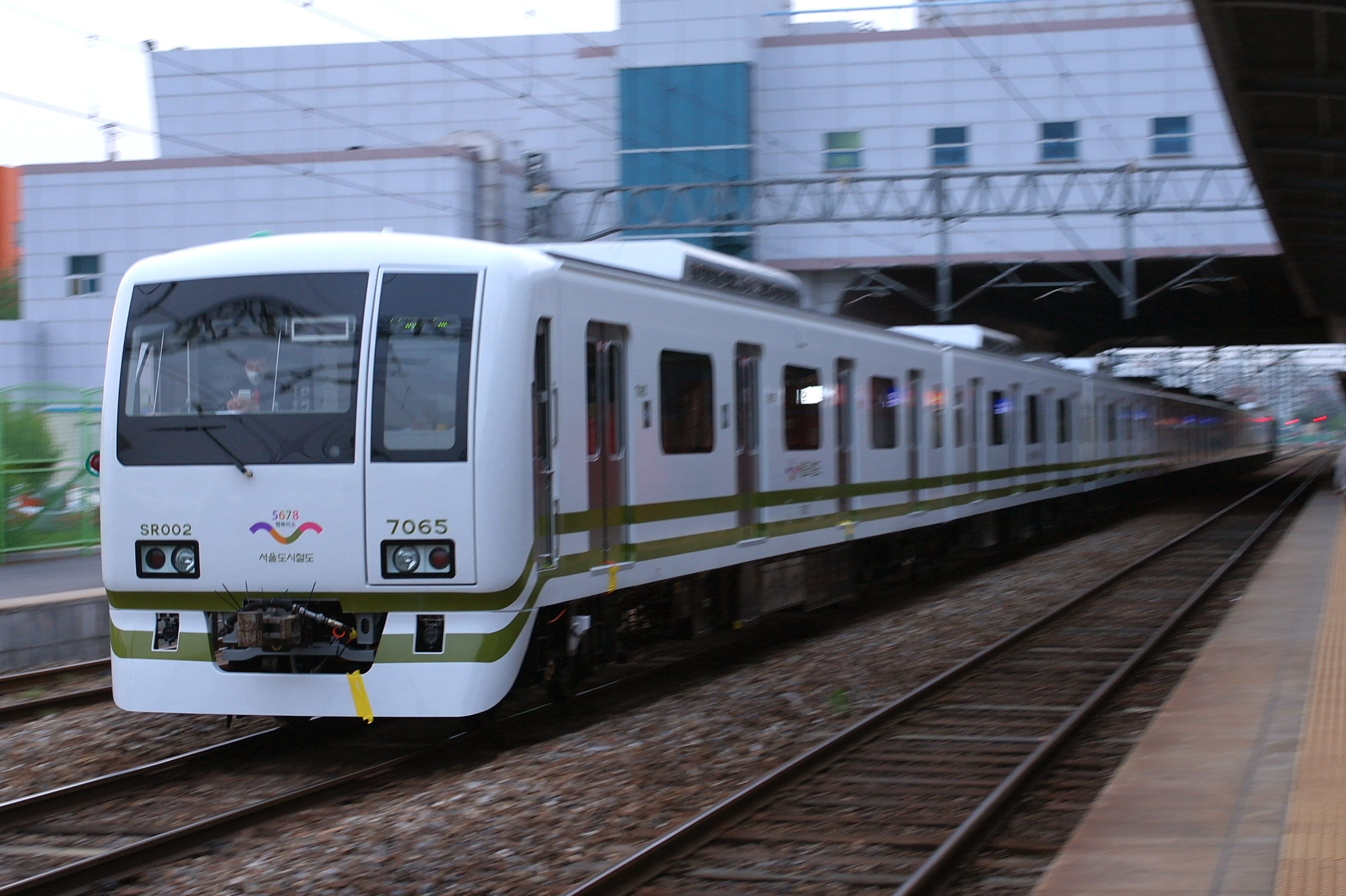
765(SR002) 편성
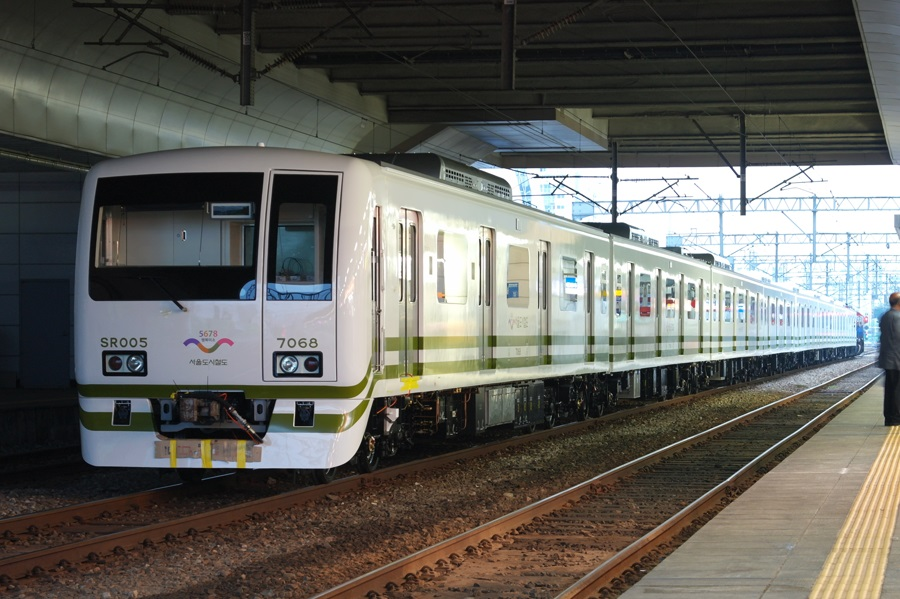
768(SR005) 편성
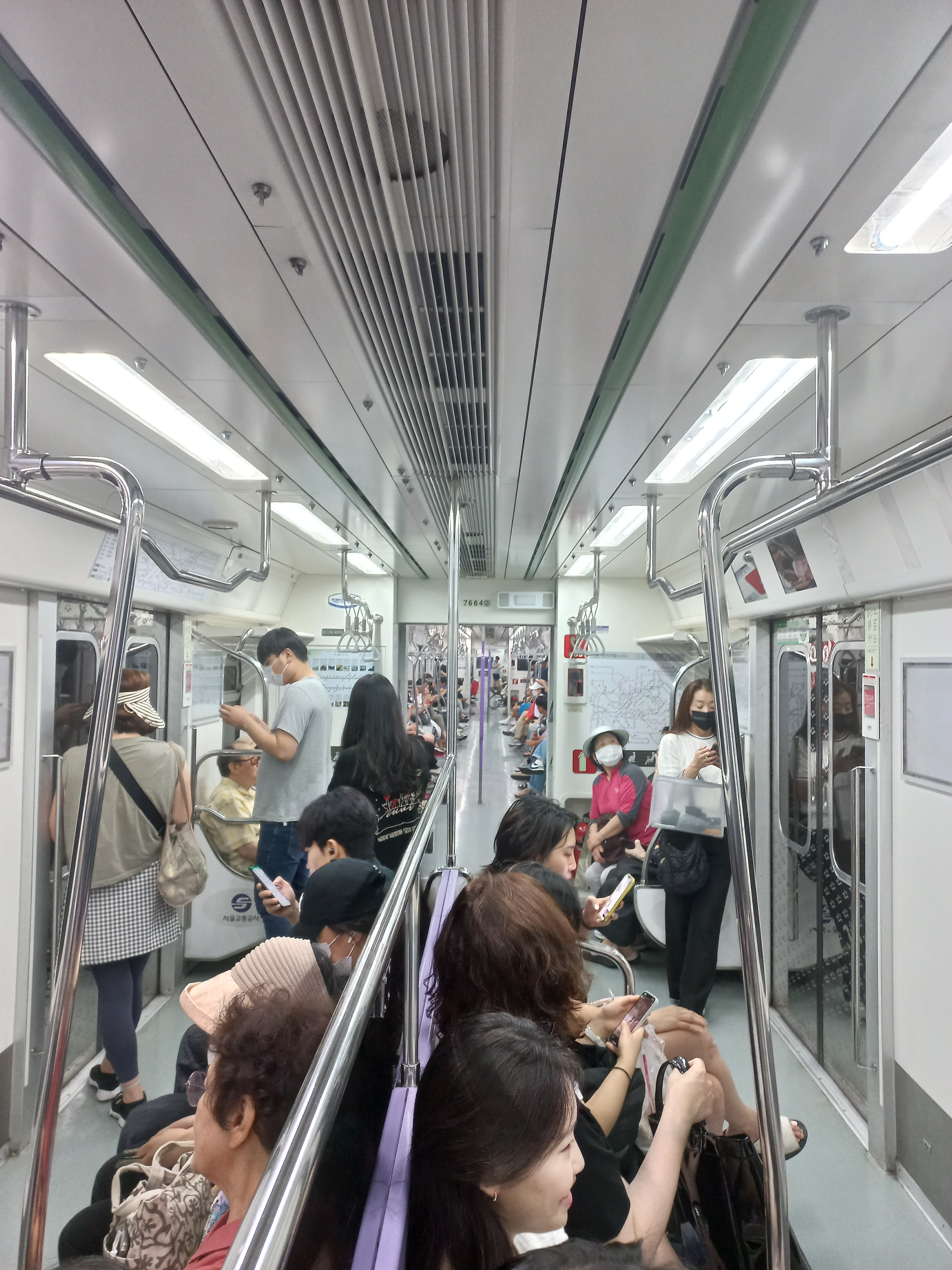
764편성
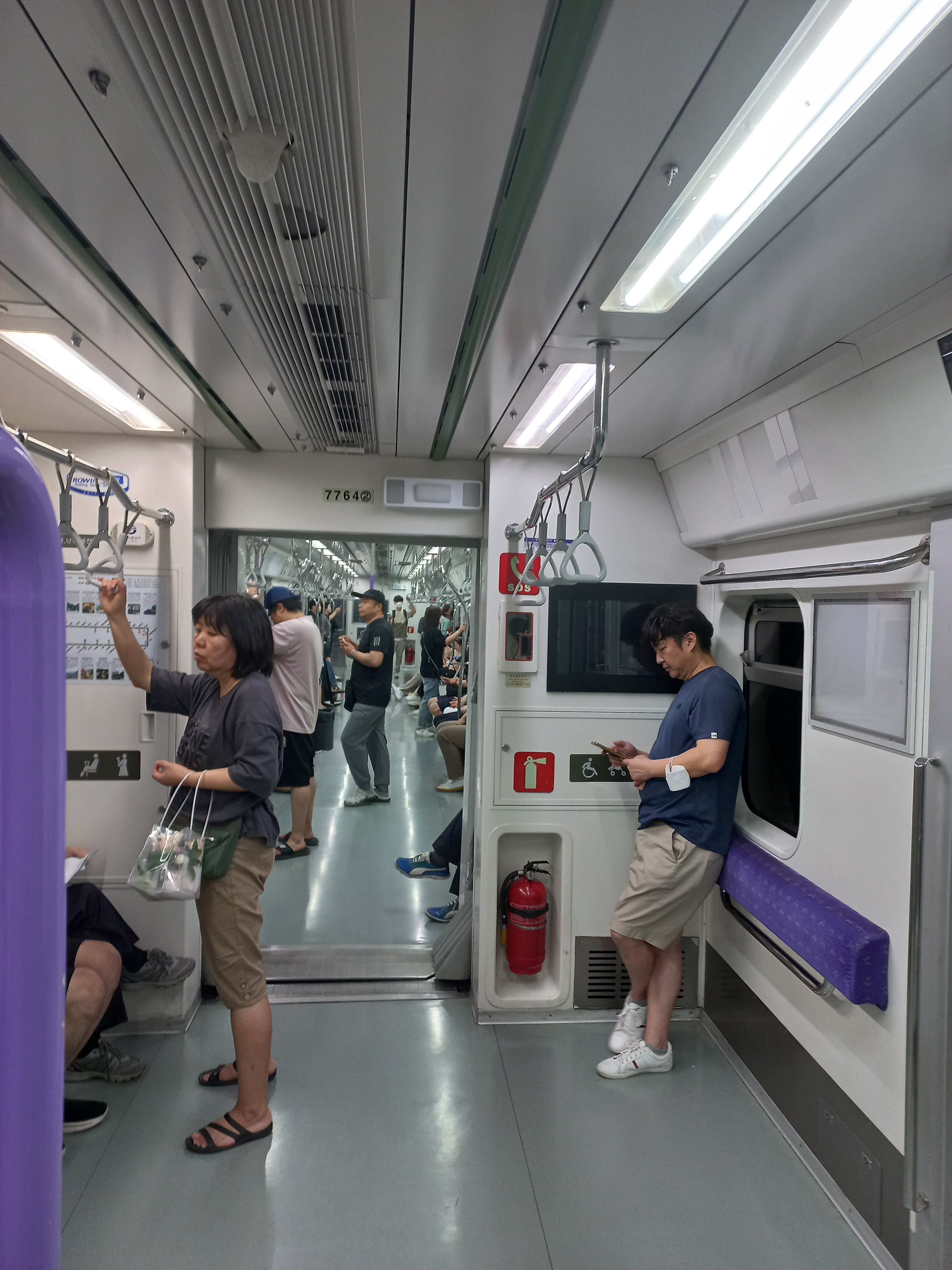
764편성(2)

## 같이 보기
- 인천교통공사
- 히타치 제작소